# Pieter Withoos

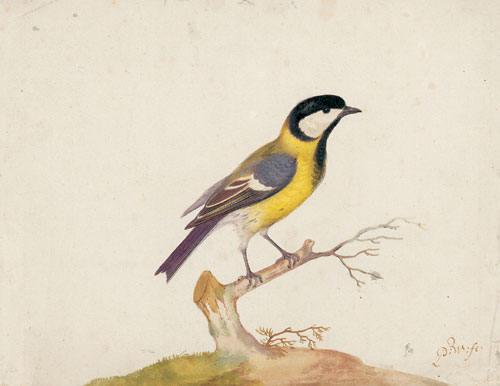
Koolmees

Pieter Withoos (Amersfoort, ca. 1657 - Amsterdam, 10 april 1692) was een Nederlands kunstschilder en tekenaar. Hij was de tweede zoon uit het kunstenaarsgezin van Mathias Withoos. Vijf van de zeven kinderen uit het gezin traden in hun vaders voetsporen. Arnold Houbraken vermeldt in zijn werk De groote schouburgh der Nederlantsche konstschilders en schilderessen de drie zoons Johannes, Pieter en Frans en de dochter Alida. Pieter vervaardigde stillevens en afbeeldingen van vogels, insecten en planten en werkte zowel in aquarel als in olieverf.
Pieter Withoos werd geboren in Amersfoort, maar in het rampjaar 1672 week het gezin uit naar Hoorn. In 1686 was hij in Utrecht, getuige het feit dat daar in maart een dochter van hem werd gedoopt. Hij is in april 1692 in Amsterdam gestorven en aldaar begraven.
Museum Flehite in Amersfoort presenteert tot en met 11 september 2022 de eerste grote overzichtstentoonstelling van de Nederlandse meesterschilder Mathias Withoos en zijn kinderen. 'Ander Licht op Withoos - Drie Generaties Withoos' welke werd samengesteld door gastconservator Albert Boersma. Hij schreef de gelijknamige grote monografie over het leven en werk van Mathias Withoos en dat van zijn acht kinderen w.o. Pieter.